# Cantón de Barneville-Carteret
El cantón de Barneville-Carteret era una división administrativa francesa, que estaba situada en el departamento de Mancha y la región de Baja Normandía.

## Composición
El cantón estaba formado por catorce comunas:
- Barneville-Carteret
- Baubigny
- Fierville-les-Mines
- La Haye-d'Ectot
- Le Mesnil
- Les Moitiers-d'Allonne
- Portbail
- Saint-Georges-de-la-Rivière
- Saint-Jean-de-la-Rivière
- Saint-Lô-d'Ourville
- Saint-Maurice-en-Cotentin
- Saint-Pierre-d'Arthéglise
- Sénoville
- Sortosville-en-Beaumont

## Supresión del cantón de Barneville-Carteret
En aplicación del Decreto nº 2014-246 de 25 de febrero de 2014, el cantón de Barneville-Carteret fue suprimido el 22 de marzo de 2015 y sus 14 comunas pasaron a formar parte del nuevo cantón de Les Pieux.